# 旗甲路
旗甲路（Cijia Rd.）是高雄市旗山區北方的南北向重要幹道，由南至北分共成四段，因連結旗山、甲仙兩地而得名。起端於旗文路、文中路口，過了延平一路口之後，旗甲路延續編號台29線里程、及俗稱旗甲公路繼續一路往北至甲仙區及那瑪夏區，末端止於旗山溪西岸，由杉林區清水路接續。是旗山市區連結甲仙區、和高雄山區南北長途往來的重要路段之一。

## 行經行政區域
- 旗山區

## 分段
旗甲路共分成四段：
- 一段：南起於旗文路、文中路，北於圓潭橋接二段。延平一路至圓潭橋屬台29線。
- 二段：南於圓潭橋接一段，北於華山巷接三段。屬台29線。
- 三段：南於華山巷接二段，北於力行橋接四段。屬台29線。
- 四段：南於力行橋接四段，北止於旗山溪西岸橫越月眉橋接杉林區清水路。屬台29線。

## 沿線設施
（由南至北）
- 一段
  - 旗山教會
  - 7-Eleven新林眾門市（延平一路78之1號）
  - 延平一路
  - 高雄市旗山區鼓山國民小學（延平一路111號）
  - 旗山夜市
  - 旗山果菜市場股份有限公司
  - 國立旗山高級農工職業學校
  - 旗山南靖太子宮（旗甲路一段353巷29-1號）
  - 圓潭橋

- 二段
  - 圓潭社區
  - 台糖加油站公正站
  - 尚品家具
  - 7-Eleven圓興門市
  - 高117線富興街
  - 旗山區農會中正（圓潭）分部
  - 高雄市立圓富國民中學

- 三段
  - 綠湖旗緣溫室農場
  - 高雄市政府警察局旗山分局圓潭派出所
  - 高雄市旗山區圓潭國民小學
  - 高112線
  - 力行橋

- 四段
  - 高雄市旗山區大林社區發展協會
  - 大林教會（教會巷3號）
  - 高119線大德路
  - 月眉橋

## 公車資訊
- 高雄客運
  - 8026 旗山－木梓
  - 8032 高雄火車站－國道十號－旗山－甲仙
  - 8036 旗山－金瓜寮

## 公共自行車
- 高雄市公共自行車租賃系統：
  - 旗山農工：旗甲路一段195號